# Raševica
Raševica (Servisch cyrillisch Рашевица) is een plaats in de Servische gemeente Paraćin. De plaats telt 1215 inwoners (2002).